# العلاقات البرتغالية الإسرائيلية
العلاقات البرتغالية الإسرائيلية هي العلاقات الثنائية التي تجمع بين البرتغال وإسرائيل.

## مقارنة بين البلدين
هذه مقارنة عامة ومرجعية للدولتين:
| وجه المقارنة                                              | البرتغال                                                  | إسرائيل                                                             |
| --------------------------------------------------------- | --------------------------------------------------------- | ------------------------------------------------------------------- |
| المساحة (كم2)                                             | 92.21 ألف                                                 | 20.77 ألف                                                           |
| عدد السكان (نسمة)                                         | 10.60 مليون                                               | 8.89 مليون                                                          |
| الكثافة السكانية (ن./كم²)                                 | 114.95                                                    | 428.02                                                              |
| العاصمة                                                   | لشبونة                                                    | تل ابيب                                                             |
| اللغة الرسمية                                             | اللغة البرتغالية، اللغة الميراندية                        | اللغة العبرية، اللغة العربية                                        |
| العملة                                                    | يورو، اسكودو برتغالي                                      | شيكل إسرائيلي جديد، شيكل إسرائيلي قديم، جنيه فلسطيني، جنيه إسرائيلي |
| الناتج المحلي الإجمالي (بليون دولار)                      | 217.57 مليار                                              | 350.85 مليار                                                        |
| الناتج المحلي الإجمالي (تعادل القوة الشرائية) بليون دولار | 307.82 مليار                                              | 306.51 مليار                                                        |
| الناتج المحلي الإجمالي الاسمي للفرد دولار أمريكي          | 19.22 ألف                                                 | 35.73 ألف                                                           |
| الناتج المحلي الإجمالي للفرد دولار أمريكي                 | 28.76 ألف                                                 | 36.58 ألف                                                           |
| مؤشر التنمية البشرية                                      | 0.830                                                     | 0.899                                                               |
| رمز المكالمات الدولي                                      | +351                                                      | +972                                                                |
| رمز الإنترنت                                              | .pt                                                       | .il                                                                 |
| المنطقة الزمنية                                           | توقيت غرب أوروبا، توقيت غرب أوروبا الصيفي، أوروبا/لشبونة ‏ | توقيت إسرائيل، Israel Summer Time ‏                                  |

## مدن متوأمة
في ما يلي قائمة باتفاقيات التوأمة بين مدن برتغالية وإسرائيلية:
- ترتبط غوآردا مع صفد باتفاقية توأمة.
- ترتبط فونشال مع هرتسليا باتفاقية توأمة.

## منظمات دولية مشتركة
يشترك البلدان في عضوية مجموعة من المنظمات الدولية، منها:
| علم المنظمة | اسم المنظمة                               | تاريخ انضمام البرتغال | تاريخ انضمام إسرائيل |
| ----------- | ----------------------------------------- | --------------------- | -------------------- |
|             | مؤسسة التنمية الدولية                     | 29 ديسمبر 1992        | 22 ديسمبر 1960       |
|             | منظمة التعاون الاقتصادي والتنمية          | 4 أغسطس 1961          | 7 سبتمبر 2010        |
|             | الأمم المتحدة                             | 14 ديسمبر 1955        | 11 مايو 1949         |
|             | منظمة التجارة العالمية                    | ?                     | 21 أبريل 1995        |
|             | منظمة الشرطة الجنائية الدولية             | ?                     | ?                    |
|             | المركز الدولي لتسوية المنازعات الاستشارية | 1 أغسطس 1984          | 22 يوليو 1983        |
|             | الاتحاد الدولي للاتصالات                  | 1866                  | 24 يونيو 1948        |
|             | الفريق المعني برصد الأرض                  | ?                     | ?                    |
|             | البنك الدولي للإنشاء والتعمير             | 29 مارس 1961          | 12 يوليو 1954        |
|             | الاتحاد البريدي العالمي                   | ?                     | ?                    |
|             | مؤسسة التمويل الدولية                     | 8 يوليو 1966          | 26 سبتمبر 1956       |
|             | وكالة ضمان الاستثمار متعدد الأطراف        | 6 يونيو 1988          | 21 مايو 1992         |
|             | يونسكو                                    | 11 مارس 1965          | 16 سبتمبر 1949       |

## وصلات خارجية
- موقع وزارة الخارجية البرتغالية
- موقع وزارة الخارجية الإسرائيلية